# Monteciccardo
Monteciccardo település Olaszországban, Marche régióban, Pesaro és Urbino megyében. Lakosainak száma 1643 fő (2018. január 1.). Monteciccardo Montefelcino, Sant’Angelo in Lizzola, Urbino, Mombaroccio, Montelabbate, Serrungarina és Colli al Metauro községekkel határos.

## Népesség
A település lakossága az elmúlt években az alábbi módon változott:

| 2017 | 1 683 |
| 2018 | 1 643 |